# Балдуев, Андрей Цыренович
Балдуев, Андрей Цыренович – кандидат сельскохозяйственных наук, профессор, ректор Бурятской государственной сельскохозяйственной академии (1977-1997), заслуженный работник высшей школы РФ, член-корреспондент Академии аграрного образования (1996 г.) и член-корреспондент СО АН высшей школы (1995 г.)

## Биография
Андрей Цыренович Балдуев родился 19 ноября 1929 г. в с. Корсаково Кабанского района Республики Бурятия. Семья была большая: 10 детей, Андрей Цыренович был пятым.
В 1943 году, после 6 классов обучения в Кударинской средней школе, в 13 лет, он начал работать в колхозе "Красный рыбак": пастухом, пахарем, дояром.
В 1945 году закончил 7 классов, затем работал в этом же колхозе рыбаком и на лесозаготовках.
В 1948 г. окончил 8 классов Кударинской средней школы.
Летом 1949 г. был призван в ряды вооруженных сил, служил в г. Александровске (Сахалин). В армии окончил школу радиотелеграфистов и радиолокаторов, а также 9-й класс вечерней школы при гарнизоне. Уволен из армии в июне 1953 г.
В 1954 г. экстерном закончил 10 класс Кударинской средней школы, и поступил на агрономический факультет Бурятского сельскохозяйственного института (ныне - Бурятская государственная сельскохозяйственная академия имени В. Р. Филиппова).
В 1959 году Балдуев окончил институт, получив квалификацию ученого агронома.
В 1959 был направлен на работу в колхоз "Знамя Октября" Кабанского района, где трудился бригадиром тракторно-полеводческой бригады, главным агрономом.
В 1962-1965 гг учился в аспирантуре Всесоюзного научно-исследовательского селекционно-генетического института по специальности "селекция растений" (г. Одесса).
В 1965 года вернулся в Бурятский сельскохозяйственный институт на кафедру растениеводства, где проработал 40 лет. Сначала ассистентом, затем старшим преподавателем, после доцентом и профессором.
В 1966 году защитил диссертацию на соискание ученой степени кандидата сельскохозяйственных наук по теме: «Влияние условий выращивания на развитие гороха и содержание в семенах сырого протеина».
В 1965-1972 гг работал секретарем парторганизации агрономического факультета и членом парткома института, а в 1975 г. был избран секретарем парткома института.
1 марта 1977 году Андрей Цыренович Балдуев был назначен ректором Бурятского сельскохозяйственного института и проработал на этой должности 20 лет, до 1997 года.
В 1979 году присвоено звание заслуженного деятеля науки Бурятской АССР.
С 1986 по 1990 г. Андрей Цыренович работал на общественных началах ректором народного университета г. Улан-Удэ по охране природы. В качестве председателя возглавлял совет ректоров вузов города.
В 1991 году присвоено звание заслуженного деятеля науки Республики Тыва.
В 1992 году Андрею Цыреновичу было присвоено ученое звание профессора.
В мае 1997 г. по состоянию здоровья оставил ректорство и перешел на кафедру растениеводства - профессором кафедры.
Скончался в 2010 году.